# Glaciar Mendenhall
O glaciar Mendenhall é um glaciar com aproximadamente 19 km de comprimento situado no vale de Mendenhall a aproximadamente 19 km de Juneau, Alasca, nos Estados Unidos.
Originalmente conhecido como Sitaantaagu ("o glaciar por detrás da vila") ou Aak'wtaaksit ("o glaciar por detrás do pequeno lago") pelos tlingits, o glaciar foi baptizado glaciar Auke pelo naturalista John Muir em 1879. Foi rebaptizado em 1892 em honra de Thomas Corwin Mendenhall, superintendente do U.S. Coast and Geodetic Survey entre 1889 e 1894. Estende-se desde o campo de gelo de Juneau, a sua origem, até ao lago Mendenhall.
O Juneau Icefield Research Program estuda os glaciares de descarga do campo de gelo de Juneau desde 1946. Entre 1948 e 2005 o ponto terminal do glaciar, que flui através dos subúrbios de Juneau, recuou 580 metros. Desde 1910, ano da criação do lago Mendenhall, o glaciar recuou 2,8 km e recuou 4,0 km desde 1700. Actualmente apresenta balanço de massa negativo e deverá continuar a recuar no futuro próximo.
O glaciar Mendenhall está incluído na Floresta Nacional de Tongass.

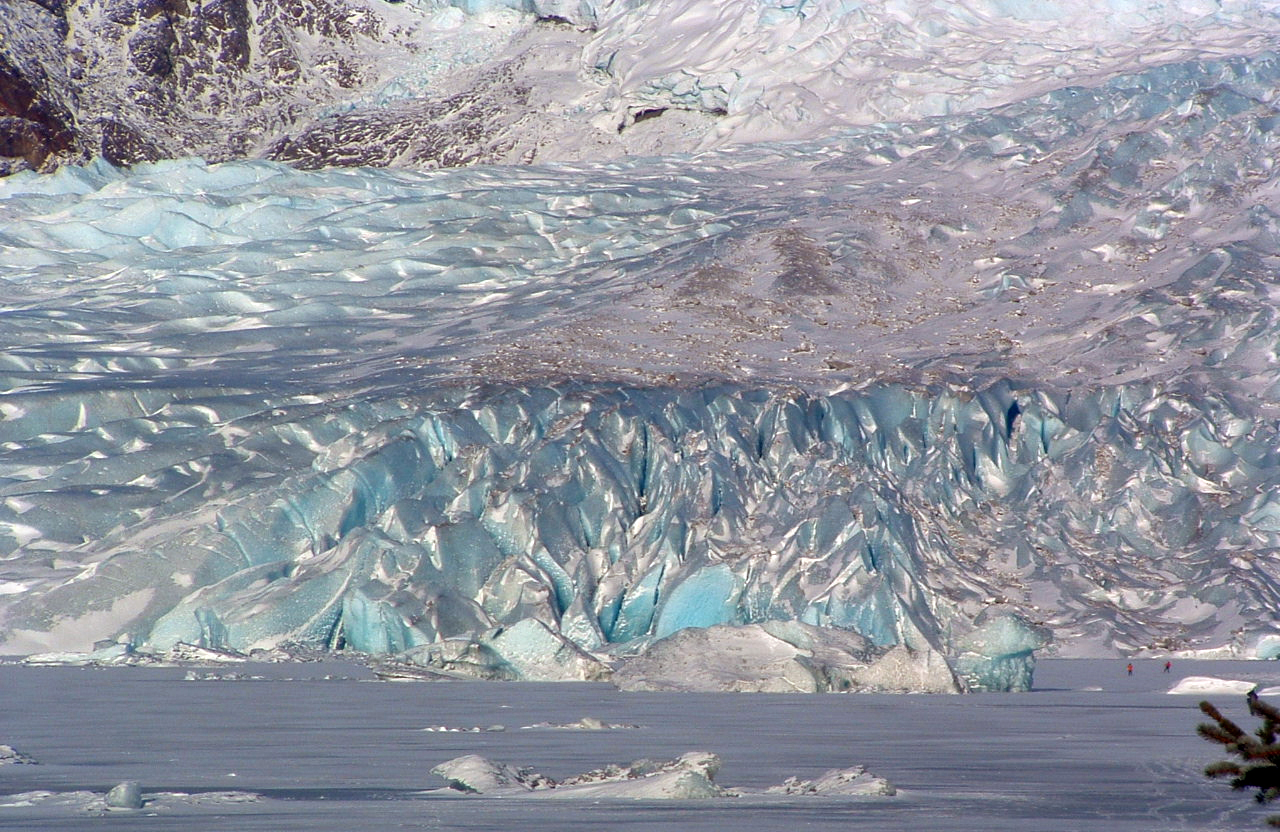
Vista mais próxima do glaciar no Inverno